# 3355 Onizuka
3355 Onizuka је астероид главног астероидног појаса чија средња удаљеност од Сунца износи 2,186 астрономских јединица (АЈ).
Апсолутна магнитуда астероида је 13,6.